# Pothyne annulicornis
Pothyne annulicornis är en skalbaggsart som beskrevs av Stefan von Breuning 1948. Pothyne annulicornis ingår i släktet Pothyne och familjen långhorningar.
Artens utbredningsområde är Filippinerna. Inga underarter finns listade i Catalogue of Life.